# Мейхенбаум, Дональд
Дональд Мейхенбаум (англ. Donald Meichenbaum, род. 10 июня 1940, Нью-Йорк) — канадский психолог, психотерапевт. Внёс существенный вклад в развитие когнитивной психотерапии. Опираясь на идеи Л. С. Выготского и А. Р. Лурии, разработал метод самоинструкций, основанный на использовании внутренней речи в регуляции поведенческих актов. 

## Биография
Дональнд Мейхенбаум родился 10 июня 1940 года в Нью-Йорке.
Изучал психологию в Городском колледже Нью-Йорка, который окончил в 1962 году со степенью бакалавра. В 1963 году поступил в Университет Иллинойса, изучая промышленную психологию. Будучи студентом, с 1965 по 1966 г.г. работал ассистентом в психиатрической больнице, где появился интерес к клинической психологии. В 1965 году Д. Мейхенбаум окончил университет со степенью магистра, а в 1966 году защитил диссертацию, получив степень доктора философии.
В 1966 году Д. Мейхенбаум, по приглашению Р. Уолтерса, переходит работать в Университет Уотерлу, где сначала занимал должность доцента, а в 1970 году ему было присвоено звание профессора. В данном заведении он проработал до самого выхода на пенсию в 1998 году.
В 1991 году Д. Мейхенбаум вошёл в десятку самых влиятельных североамериканских психотерапевтов 20 века. 
В 1996 году Д. Мейхенбаум был одним из основателей Института Мелиссы в Майами, где руководит научными исследованиями. Институт получил название в честь Мелиссы Аптман, убийство которой в 1995 году вызвало большой резонанс в обществе. Целью исследований и деятельности института является профилактика насилия. 
Женат, имеет четырёх детей и троих внуков.

## Научная деятельность
Становление Дональда Мейхенбаума как учёного началось в период получения докторской степени в Университете Иллинойса. Он основывался на ряде исследований, которые провел за время докторантуры. Его работа заключалась в работе с пациентами больными шизофренией и обучении их ведению «здоровой беседы». Во время работы он обратил внимание на то, что некоторые больные повторяли инструкцию самого исследования. До сих пор остается неизвестным действовал ли Дональд Мейхенбаум в своих работах из-за случая, который произошел примерно в то же время: Ульям Гильберт сообщил, что один из студентов-психологов, который работал в психиатрической клинике постарался исправить поведение одного из больных, который показывал язык персоналу и спустя несколько бесед пациент, поняв чего от него хотят, заявил, что проще было бы сказать сразу что от него хотят, нежели тратить на него свое драгоценное время. 
После данного случая Дональд Мейхенбаум решил, основываясь на своем клиническом опыте, посмотреть можно ли научить больных шизофренией вести «здоровые беседы». Он занялся исследованием роли когнитивных факторов в процессе модификации поведения. Кроме того, он приступил к теоретическому обоснованию факторов, которые по его мнению могли оказывать влияние на изменение поведения.
Также, основываясь на данных о том, что внутренняя и внешняя речь оказывает влияние на процесс формирования поведения у детей, он занялся исследованием использования самоинструкций для детей с гиперактивностью и импульсивных детей. В условиях лабораторий было показано, что импульсивные дети хуже контролируют невербальное поведение нежели чем дети со способностью к рефлексии.
По итогам своих исследований Мейхенбаум пришел к выводу, что обучение самоинструкциям должно быть не беспочвенно. Оно требует наличие определенных представлений и умений, которые позволят более качественно использовать данный метод. В одной из своих работ он писал: «Обучение детей реагировать на такие свои вербальные команды, как „остановись и подумай“, не приведет к улучшению функционирования при выполнении конкретных заданий, если в их репертуаре отсутствуют требуемые для этого навыки».